# Erwin Blumenfeld
Erwin Blumenfeld (geboren 26. Januar 1897 in Berlin; gestorben 4. Juli 1969 in Rom) war ein Fotograf deutsch-jüdischer Herkunft. In den 1940er und 1950er Jahren galt er als einer der weltweit gefragtesten Porträt- und Modefotografen.

## Leben
Erwin Blumenfeld wurde in Berlin in eine bürgerliche jüdische Familie geboren. Sein Vater war Albert Blumenfeld, Hauptpartner des Schirm- und Spazierstockgeschäfts der Firma Jordan & Blumenfeld, die Mutter Emma eine geborene Cohn. Seine erste Fotografie, die er im Alter von 10 Jahren aufnahm, war ein Stillleben. Die Kamera hatte er von seinem Onkel Carl geschenkt bekommen. Schon im Alter von 14 Jahren experimentierte er mit Selbstporträts. 
Von 1903 bis 1913 besuchte er die Askanische Schule in Berlin. Als er 16 Jahre alt war, musste Blumenfeld den Gedanken an Weiterbildung aufgeben, denn mit dem Tod seines Vaters – er war an der Syphilis gestorben – war die Familie praktisch bankrott. Somit machte Blumenfeld in Berlin eine dreijährige Lehre bei Moses & Schlochauer (Damenkonfektion) am Hausvogteiplatz. Mit seinem besten Schulfreund, Paul Citroen, begab er sich zu dieser Zeit häufig in das Café des Westens, einen beliebten Treffpunkt der Expressionisten. Hier lernte er sowohl expressionistische Künstler als auch spätere Dadaisten kennen, darunter Else Lasker-Schüler, Mynona und George Grosz, dem er ein lebenslanger Freund wurde.
Im Jahr 1916 lernte Blumenfeld Lena Citroen (1896–1990), eine Cousine Paul Citroens, kennen. Das Paar heiratete im Jahre 1921. Blumenfeld fertigte in dieser Zeit vor allem Collagen und Zeichnungen an. 
Blumenfeld wurde 1917 eingezogen und an die Westfront geschickt, zuerst als Krankenwagenfahrer, später in der Nähe der belgischen Grenze als Buchhalter des Feld-Bordells Nr. 209 eingesetzt und erhielt das Eiserne Kreuz II. Klasse für Tapferkeit. Auf Heimaturlaub im Juni 1918 versuchte er, nach Holland zu desertieren, wurde aber verhaftet und eingesperrt, bevor er seine Pläne in die Tat umgesetzt hätte. Nach seiner Freilassung kehrte er an die Front zurück, wo er von dem Tod seines Bruders Heinz in der Nähe von Verdun erfuhr. 
Am Ende des Ersten Weltkriegs folgte Blumenfeld Lena Citroen nach Amsterdam, wo er verschiedene Versuche machte, seinen Lebensunterhalt zu sichern. Er arbeitete in Modegeschäften, für Buchhändler und tat sich mit Paul Citroen zusammen, der sich als Kunsthändler betätigte. Dieser Versuch wurde aufgegeben, da es praktisch keinen Markt für zeitgenössische Kunst in Holland gab. Stattdessen wurde er Sonntagsmaler, machte Collagen und Zeichnungen und beteiligte sich an der niederländischen Dada-Bewegung. Blumenfeld hatte schon 1920 unter dem Pseudonym „Jan Bloomfield“ Texte und Gedichte im Almanach Dada, herausgegeben von Richard Huelsenbeck, veröffentlicht.
1923 eröffnete Blumenfeld ein eigenes Lederwarengeschäft mit Taschen in der Kalverstraat, Amsterdams beliebtester Einkaufsstraße, unter dem Namen „Fox Leather Company“, das jedoch finanziell wenig erfolgreich war. Zwischenzeitlich war er mit seiner Familie nach Zandvoort gezogen. 1929 wurde er am Strand von Zandvoort wegen sexueller Anzüglichkeit verhaftet, ein Träger seines Badeanzugs war ihm entglitten, was zur Folge hatte, dass er die niederländische Staatsbürgerschaft, die er als deutscher Staatsbürger beantragt hatte, nicht erhielt und später in französische Internierungslager kam. 1932 entdeckte Blumenfeld eine betriebsbereite Dunkelkammer auf dem Gelände hinter seinem Geschäft in der Kalverstraat. Er fing an, Kundinnen zu fotografieren, vornehmlich Porträts, aber auch Akte. Neue Porträts hängte er in sein Schaufenster über die Taschen aus Krokodilleder. Daneben kommentierte er in scharfen Collagen (z. B. Hitlerfresse 1933) das politische Zeitgeschehen.
Blumenfelds Taschengeschäft mit Extravaganzen ging 1935 in die Insolvenz. Im selben Jahr wurden seine ersten Fotografien in der französischen Zeitschrift „Photographie“ veröffentlicht und auf einer Gruppenausstellung der Kunsthochschule von Paul Citroen, der Nieuwe Kunstschool, zusammen mit Grosz, Man Ray, Moholy-Nagy, Léger, Mondrian, Schwitters und anderen gezeigt.
Erst 1936 entschloss sich Blumenfeld, ein professioneller Fotograf zu werden und ging nach Paris. Geneviève Rouault, eine erfolgreiche Zahnärztin und Tochter von Georges Rouault, welche er bei einem Besuch in seinem Laden in Amsterdam getroffen hatte, arrangierte für ihn eine Ausstellung in ihrem Wartezimmer in der Nähe der Pariser Oper. In Paris machte Rouault Erwin Blumenfeld mit Künstlern wie ihrem Vater und Henri Matisse bekannt und half ihm außerdem, Kunden für seine Porträts zu sichern. Die ersten Erfolge stellten sich schnell ein. 
Im Jahr 1937 machte Blumenfeld eines seiner bekanntesten Bilder „Nude under Wet Veil“. Im selben Jahr fertigte er ein Bild eines halb bedeckten klassischen Oberkörpers getoppt von einem scharfäugigen Kalbskopf und nannte es „The Diktator“. Eine der 1933 entstandenen Fotocollagen Hitlerfresse, die Version mit einem gezackten Loch für eine Nase, wurde 1937 in Paris ausgestellt, aber wieder zurückgezogen, da der deutsche Botschafter brüskiert war. Die Deutschen bekamen es trotzdem zu sehen. Die United States Air Force warfen bei der Operation Cornflakes Millionen von Briefen mit gefälschten Marken über deutschen Städten ab. Augenscheinlich war die Quelle des Designs die Fotocollage von Erwin Blumenfeld.
Cecil Beaton verhalf Blumenfeld 1938 zu einem Vertrag mit der französischen Vogue und im folgenden Jahr machte er seine bekannteste Pariser Modephotographie mit dem Modell Lisa Fonssagrives auf dem Eiffelturm. Zu diesem Zeitpunkt war Blumenfeld in der Lage, seine Familie nach Paris zu holen, um dort zu leben. Er hatte mit Lena nun drei Kinder, Lisette (geb. 1922), Heinz (geb. 1925), Yorick (geb. 1933).
1939 reiste er das erste Mal in die USA und erhielt dort einen Vertrag mit der Modezeitschrift Harper’s Bazaar. Nach dem Ausbruch des Zweiten Weltkriegs kehrte er 1940 nach Frankreich zurück. Seine Familie hatte Paris verlassen und war in die Bretagne emigriert und Blumenfeld sicherte seine Prints und Filme in zwei Boxen in seinem Studio in der Rue Delambre 9 und gab diese in Obhut einer Bekannten. Blumenfeld verließ Paris und wurde auf dem Weg zu seiner Familie in einer Reihe von Lagern inhaftiert, darunter im Le Vernet (Internierungslager), ein Jahr später in einem Lager bei Catus. 
1941/1942 gelang ihm die Emigration in die USA. Er fand eine Wohnung im „Hotel des Artistes“, 67th Street in New York City und teilte sich zwei Jahre lang das Atelier von und mit Martin Munkácsi. Bald darauf bezog er ein eigenes Fotostudio. In den 1940er und 1950er Jahren erschienen sein Arbeiten in „Harper’s Bazaar“, „Vogue“, „Life“, „Cosmopolitan“ und vielen weiteren amerikanischen und internationalen Publikationen. Auch seine Aktfotografie wurde hoch geschätzt. Er zählte zu den bestbezahlten Modefotografen seiner Zeit. Blumenfeld genoss sein neues Leben in den Staaten, verbrachte seine Zeit zwischen seinem glamourösen Studio in doppelter Höhe am Central Park (222, Central Park South) und seinem Strandhaus in den Hamptons. Sein Atelier wurde zu einem Treffpunkt für Stars wie Marlene Dietrich, Audrey Hepburn und Grace Kelly sowie den vielen Models, die er fotografierte, darunter Carmen Dell’Orefice, mit der er bis zu seinem Tod befreundet war.
In den 1960er Jahren arbeitete Blumenfeld an seiner Biografie. Er fand mit dem Rohmanuskript Mitte der 1960er keinen Verlag, der das Buch drucken wollte. Verleger nannten es abstoßend, geschmacklos, obszön und ohne sentimentale Erinnerungen. Blumenfeld jonglierte mit der Sprache, war ein Wortkünstler, er schuf Sentenzen wie „die Welt ist eine Geltungsbedürfnisanstalt“. Erst nach seinem Tod wurde das Buch Einbildungsroman, Buchtitel und Abbildungen waren noch von ihm selbst ausgewählt, 1975 in Frankreich veröffentlicht.
Blumenfeld starb am 4. Juli 1969 in Rom an einem Herzinfarkt, in Gesellschaft seiner Schweizer Assistentin Marina Schinz, seiner letzten großen Liebe seit 1961. Er wurde in Rom begraben.

## Autobiografische Schriften
- Jadis et Daguerre (Erinnerungen), Paris 1975 Vorwort David Rousset
- Durch tausendjährige Zeit (Erinnerungen), Winterthur 1976 und dtv 1980
- Durch Tausendjährige Zeit (Erinnerungen), Argon Verlag, Berlin 1988 -  Hinweis: verbesserte Fassung mit Fototeil. Vorwort Alfred Andersch
- Einbildungsroman. Eichborn Verlag, Frankfurt am Main 1998 (Erinnerungen), ISBN 3821841621, Reihe Die Andere Bibliothek.
- Eye to I: The Autobiography of a Photographer (Erinnerungen), Thames and Hudson, 1999 (englisch), ISBN 050001907X

## Ausstellungen (Auswahl)
- 1979: Musée Rath, Genf, Schweiz
- 1981: Centre Pompidou, Paris
- 1996: Barbican Centre, London, Wanderausstellung, auch in Zürich, Lausanne, Berlin, Paris und Amsterdam
- 2006: Erwin Blumenfeld, his Dutch years, Fotomuseum Den Haag, Den Haad, Niederlande
- 2009: Erwin Blumenfeld Dada Montagen 1916-1933, Berlinische Galerie, Berlin
- 2012: Studio Blumenfeld, New York, 1941-1960, Nicéphore-Niépce Museum, Châlon-sur-Saône, Frankreich
- 2013: "Erwin Blumenfeld", Jeu de Paume Museum, Paris
- 2022: "Erwin Blumenfeld: Fashion is a Game", La Samaritaine Kaufhaus, Paris[6]
- 2022: "Les Tribulations d’Erwin Blumenfeld, 1930-1950", Musée d’art et d’histoire du Judaïsme, Paris

Vom 13. Oktober 2022 bis zum 5. März 2023 findet im Pariser Musée d’Art et d’Histoire du Judaïsme eine Ausstellung mit dem Titel „The Trials and Tribulations of Erwin Blumenfeld, 1930–1950“ an. Mit 180 Fotografien und einem begleitenden Katalog umspannt diese Ausstellung zwei Jahrzehnte, welche die Kuratoren als die berühmteste und experimentellste Periode Blumenfelds betrachteten. Darüber hinaus werden Informationen zu seiner künstlerischen Vision und seinem Leben während des Zweiten Weltkriegs präsentiert. Neben seiner bekannten Modefotografie wurden auch bisher unveröffentlichte Fotoessays ausgestellt: Einmal über eine Zigeuner-Familie in Saintes-Maries-de-la-Mer in der Provence, Frankreich, und der andere über zeremonielle Tänze amerikanischer Ureinwohner in New Mexico.